# Macrothrix borystherica
Macrothrix borystherica är en kräftdjursart som beskrevs av Loïc Matile 1890. Macrothrix borystherica ingår i släktet Macrothrix och familjen Macrothricidae. Inga underarter finns listade i Catalogue of Life.